# Verfolgungshindernis
Verfolgungshindernis, auch Strafverfolgungshindernis oder Verfolgungsverbot, ist ein Rechtsbegriff aus dem Strafprozessrecht und bedeutet das Fehlen einer prozessualen Voraussetzung für die Verfolgung einer Straftat. Verfolgungshindernisse werden durch solche Umstände begründet, die es ausschließen, dass über einen Prozessgegenstand mit dem Ziel einer Sachentscheidung verhandelt werden darf. Die Umstände müssen so schwer wiegen, dass von ihrem Vorhandensein oder Nichtvorhandensein die Zulässigkeit des gesamten Verfahrens abhängig gemacht werden muss.
Verfolgungsverbote (Verfahrenshindernisse) sind von Amts wegen zu berücksichtigen und führen zur Einstellung des Verfahrens, wenn sie nicht behebbar sind.
Die wichtigsten Verfolgungshindernisse sind
- unwirksamer Eröffnungsbeschluss oder unwirksame Anklage,
- entgegenstehende Rechtskraft einer Entscheidung in derselben Sache gem. Art. 103 Abs. 3 GG (ne bis in idem), Art. 54 SDÜ[6] und andere Fälle von Strafklageverbrauch, z. B. § 153a Abs. 1 S. 5, § 174 Abs. 2, § 211 StPO,
- Strafunmündigkeit des Beschuldigten gem. § 19 StGB,
- Tod und dauernde Verhandlungsunfähigkeit des Beschuldigten,
- diplomatische Immunität gem. §§ 18–20 GVG,
- Immunität von Abgeordneten gem. Art. 46 Abs. 2 GG, § 152a StPO.

Diese sog. Befassungsverbote führen in der Hauptverhandlung zur Verfahrenseinstellung durch Prozessurteil, auch wenn dem Angeklagten keine Straftat vorgeworfen werden kann.
Fehler mit verfahrensrechtlichem Bezug, die zu einer Einstellung führen können und somit ebenfalls ein Prozesshindernis darstellen, unterliegen als Bestrafungsverbote den Voraussetzungen der Verfahrensrüge.